# قانون التدخين والصحة والرعاية الاجتماعية (اسكتلندا) 2005
قانون التدخين والصحة و الرعاية الاجتماعية (إسكتلندا) 2005 هو قانون صادر عن البرلمان الاسكتلندي عام 2005 بعد تقديمه من قِبَل المسؤول التنفيذي الاسكتلندي وزير الصحة أندي كير. ونصّ أنه إبتداءً من 26 مارس 2006 سيُعد التدخين في الأماكن العامة المغلقة كليًا أو الضيقة في إسكتلندا مخالفة بحق القانون، إلّا أن هنالك القليل من الاستثناءات كالسجون و دور الرعاية و غُرف الاستجواب الأمنية. فيما لم تُعفى النوادي الخاصة من تطبيق القانون. ويمكن لمالكي الفنادق تخصيص الغرف الفندقية كغرف صالحة للتدخين ولكن هم ليسوا مجبرين لفعل ذلك و إن لم يقوموا بذلك، ينطبق عليهم القانون كأي مكان آخر.

## اصدار القانون
صدر القانون في 30 يونيو 2005 بتأييد 15 إلى 83 صوت، بينما كان حزب المحافظين الاسكتلندي المعارض الوحيد له، إذ حصل على الموافقة الملكية في 5 أغسطس 2005. ومنذ أن دخل الحظر حيز التنفيذ في 26 مارس 2006 لاقى قبول شديد لدى الأغلبية العظمى من الجمهور الاسكتلندي. وفي 14 يونيو 2006 كانت قد ارتفعت معدلات الامتثال للقانون في حين أنه غُرِّم فقط واحد من المباني لسماحه بالتدخين حيث حدث ذلك في اليوم الذي أصبح فيه القانون قائمًا على أرض الواقع. إضافة إلى ذلك، تخلت مجموعة فنادق سوالو التي طعنت بالقانون المشرع- رسميًا عن محاولتها في خرق القانون بتاريخ 13 يونيو 2006 وذلك بعد نصحها بأن محاولتها لن تنجح.

## ملفات السجائر
ولا تزال مخلفات السجائر تمثل مشكلة خارج المباني خاصة في الحانات والمطاعم وقد أصبح مسؤولوا الصحة البيئية أكثر نشاطًا في تغريم الأشخاص الذين يلقون نهايات السجائر أرضًا. ارتفعت المكالمات الهاتفية الواردة إلى خط سموك لاين (وهو الخط الداعم لقضايا التدخين والذي تديره وكالة التثقيف الصحي والنرويج الوطنية الاسكتلندية ) قبل وبعد الحظر وكما صرحت خدمات الإقلاع عن التدخين بارتفاع أعداد عملائها منذ دخول الحظر حيز التنفيذ.
كانت آى أس أتش الاسكتلندية الجمعية الغير ربحية للتخلص من التدخين أحد أبرز الناشطين في سن القوانين للتخلص من التدخين وتم تأكيد الاعتراف بدورها عندما حصلت مورين مور (المديرة التنفيذية ل آى أس أتش الاسكتلندية ) على رتبة الإمبراطورية البريطانية OBE في حزيران عام 2006 لخدمات الرعاية الصحية. تم حظر التدخين مؤخرًا في كل من إنجلترا و ويلز بموجب قانون الصحة 2006 و حُظر أيضًا في إيرلندا الشمالية بموجب أمر التدخين في إيرلندا الشمالية في ٢٠٠٦.

## انظر ايضا
- تبغ
- الآثار الصحية للتدخين